# Села (Калиновик)
Села су насељено мјесто у општини Калиновик, Република Српска, БиХ. Према попису становништва из 1991. у насељу је живјело 121 становника. Према попису из 2013. у насељу је живјело 10 становника.

## Географија
Села се налазе у подножју планине Црвањ на надморској висини од око 1015 метара.

## Историја
У Селима је пронађен висок број средњовековних надгробних споменика на ћирилици из 15. стољећа.

## Становништво
| Демографија | Демографија | Демографија |
| Година      | Становника  | Становника  |
| ----------- | ----------- | ----------- |
| 1961.       | 374         |             |
| 1971.       | 293         |             |
| 1981.       | 187         |             |
| 1991.       | 121         |             |